# Кальниш Наталія Олегівна
Кальниш Наталія Олегівна (нар. 2 липня 1974, Кривий Ріг, Дніпропетровська область, СРСР) — українська спортсменка, яка спеціалізується на стрільбі з гвинтівки, заслужений майстер спорту України. Срібна та бронзова призерка чемпіонату світу в особистому заліку (2002 р.), триразова учасниця Олімпійських ігор (найкраще місце — 8).

### Виступи на Олімпіадах
| Олімпіада   | Дисципліна                                                | Результат | Місце |
| Сідней 2000 | Стрільба. Пневматична гвинтівка 10 м                      | 390       | 28    |
| Сідней 2000 | Стрільба. Дрібнокаліберна гвинтівка, з 3-х положень, 50 м | 568       | 29    |
| Афіни 2004  | Стрільба. Пневматична гвинтівка, 10 м                     | 394       | 14    |
| Афіни 2004  | Стрільба. Дрібнокаліберна гвинтівка, з 3-х положень, 50 м | 677,2     | 8     |
| Пекін 2008  | Стрільба. Пневматична гвинтівка, 10 м                     | 393       | 27    |
| Пекін 2008  | Стрільба. Дрібнокаліберна гвинтівка, з 3-х положень, 50 м | 571       | 31    |
| Ріо 2016    | Стрільба. Пневматична гвинтівка, 10 м                     | 415,8     | 9     |
| Ріо 2016    | Стрільба. Дрібнокаліберна гвинтівка, з 3-х положень, 50 м | 577       | 21    |

### 2019
У жовтні на 7-х Всесвітніх Іграх серед військовослужбовців в Ухань, Китай, разом з Лесею Леськів та Анною Ільїною у вправі МГ-9 лежачи на 60 метрів з 1867 очками здобула перемогу з рекордом турніру. На другий день змагань у стрільбі з гвинтівки на 50 м з 623,1 очками здобула бронзову нагороду в особистому заліку. У стрільбі з гвинтівки на 50 м з 3528 очками в командних змаганнях разом з Лесею Леськів та Анною Ільїною поповнила скарбничку срібною нагородою.